# Primula mazurenkoae
Primula mazurenkoae är en viveväxtart som beskrevs av A.P. Khokhryakov. Primula mazurenkoae ingår i släktet vivor, och familjen viveväxter. Inga underarter finns listade i Catalogue of Life.